# Réseau des lesbiennes du Québec
Pour les articles homonymes, voir RLQ.
Le Réseau des lesbiennes du Québec (RLQ) est un organisme national sans but lucratif en action communautaire autonome qui œuvre au niveau de la défense collective des droits des femmes et des personnes des communautés lesbo-queers, depuis 1996,. 
L'organisme agit à titre de porte-parole et d’interlocuteur auprès des instances décisionnelles, tant politiques que sociales en ce qui concerne les enjeux touchant les différentes communautés lesbiennes au Québec.
Le RLQ axe ses actions par des représentations politiques, de l'éducation populaire autonome, des analyses politiques non-partisanes et de la mobilisation sociale.

## Constitution

### Genèse
La volonté de créer un réseau provincial de lesbienne avait initialement été formulée lors du débat: Vers une association de lesbiennes ou pas...?  organisé dans le cadre de la Journée d'Inter-Actions Lesbiennes du 4 octobre 1986 à l'École Gilford, mais les divergences d’opinions et les désaccords causeront l’abandon du projet,, jusqu'à la tenue des États généraux de la communauté gaie et lesbienne du Québec à l'UQÀM, dix ans plus tard en 1996.

### États généraux de la communauté gaie et lesbienne du Québec
C'est donc aux termes des 1er États généraux tenus par la Table de concertation des lesbiennes et de gais du Québec (aujourd'hui le Conseil québécois LGBT) et le Centre communautaire LGBT de Montréal les 1, 2 et 3 mars 1996, visant à faire le bilan des recommandations du rapport De l’illégalité à l’égalité,, publié par la Commission des droits de la personne et des droits de la jeunesse en mai 1994, qu'une douzaine de femmes décident de se regrouper pour former le Comité provisoire du Réseau des lesbiennes du Québec (CPRLQ),, dans le but de créer un réseau provincial de lesbiennes, d'après l'une des six résolutions, prises durant un atelier sur leurs besoins spécifiques.

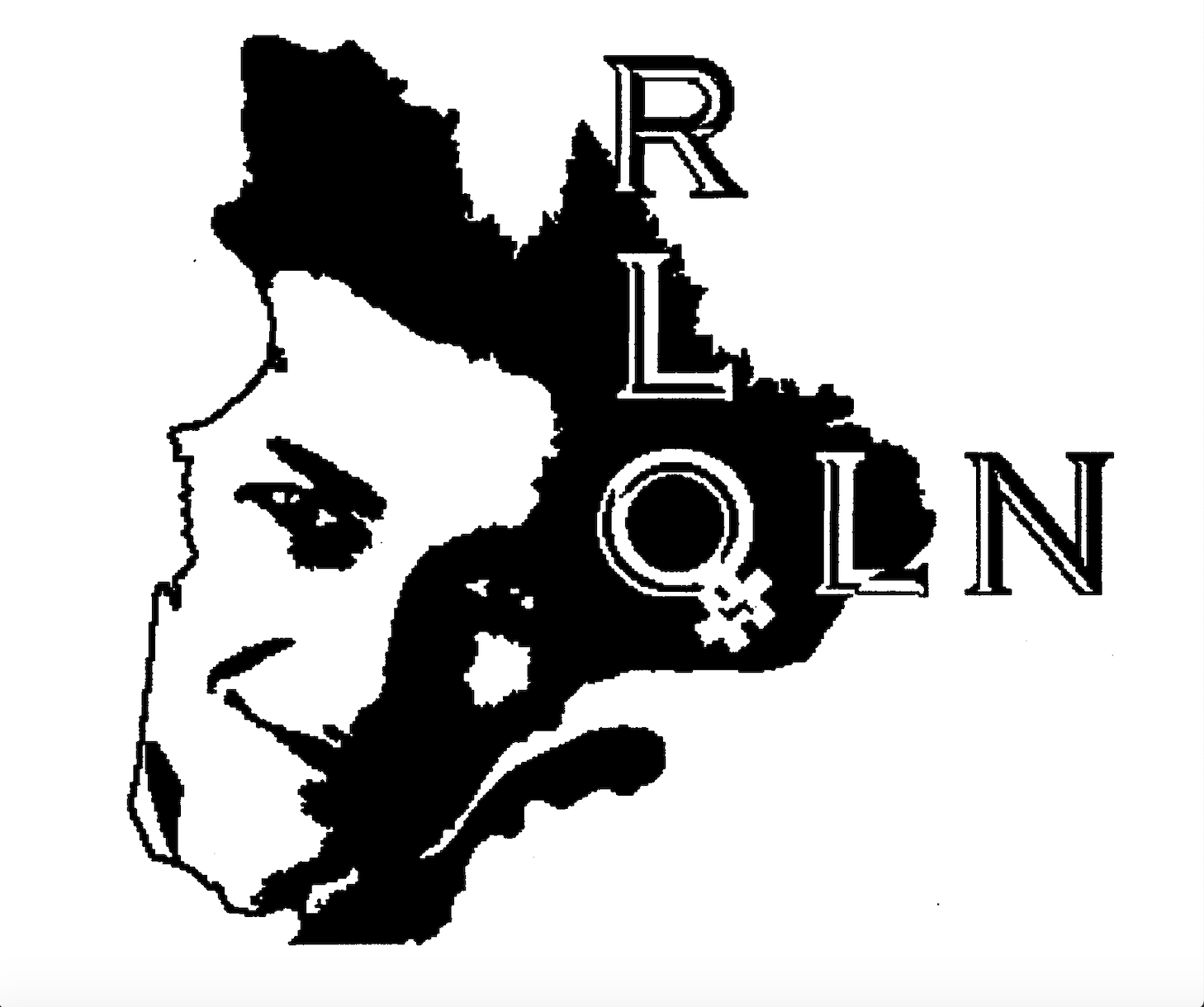
1er logo du Réseau des lesbiennes du Québec / Quebec Lesbian Network (RLQ/QLN), conçu par Suzanne Drapeau en septembre 1996.

Quelques jours après la tenue des États généraux de la communauté lesbienne et gaie du Grand Montréal, soit le 18 mars 1996, le Comité provisoire du Réseau des lesbiennes du Québec (CPRLQ) se réunit officiellement pour une première fois. L’adoption du premier logo du Réseau des lesbiennes du Québec suit quelques mois plus tard en septembre, en même temps que la réception de ses lettres patentes lui conférant le statut officiel de corporation sans but lucratif,,.

### Congrès de Fondation I et II
Les 7 et 8 décembre 1996 se tient la première Assemblée générale du Réseau des lesbiennes du Québec (RLQ/QLN), mieux connue sous le nom du Congrès de Fondation I. Durant une fin de semaine complète, on y présente des ateliers, des films et un grand spectacle intitulé «Rebelles un jour, rebelles toujours».
Les 14 et 15 juin 1997 se tient le deuxième Congrès de Fondation du RLQ/QLN organisé par un second comité provisoire (CPRLQ II). Ce «Congrès, Prise 2» a pour axe central l’adoption des statuts et règlements de l’organisme, ainsi que la mise au point de ses valeurs et objectifs. C'est d'ailleurs au terme de consultations régionales la même année à Montréal, à Québec, en Estrie et en Montérégie, de même que dans les régions Chaudière-Appalaches, Lanaudière, Laurentides et Mauricie que le RLQ oeuvrera à dresser un portrait des besoins des lesbiennes au Québec.
Cette deuxième assemblée officielle donne lieu à l’élection du premier conseil d’administration du Réseau des lesbiennes du Québec (RLQ/QLN). On célèbre d’ailleurs la naissance officielle du RLQ par une ovation debout. La première réunion des administratrices a lieu le 12 juillet 1997.
C’est également au cours de l’année 1997 que le RLQ s’affiche dans le milieu communautaire en participant à ses premiers événements tels que Divers/Cité à Montréal et la Fête Arc-en-ciel de Québec, et ce, en plus d’organiser ses premières soirées-bénéfice dans des bars.

## Activités assurées par le Réseau

### Journée de visibilité lesbienne

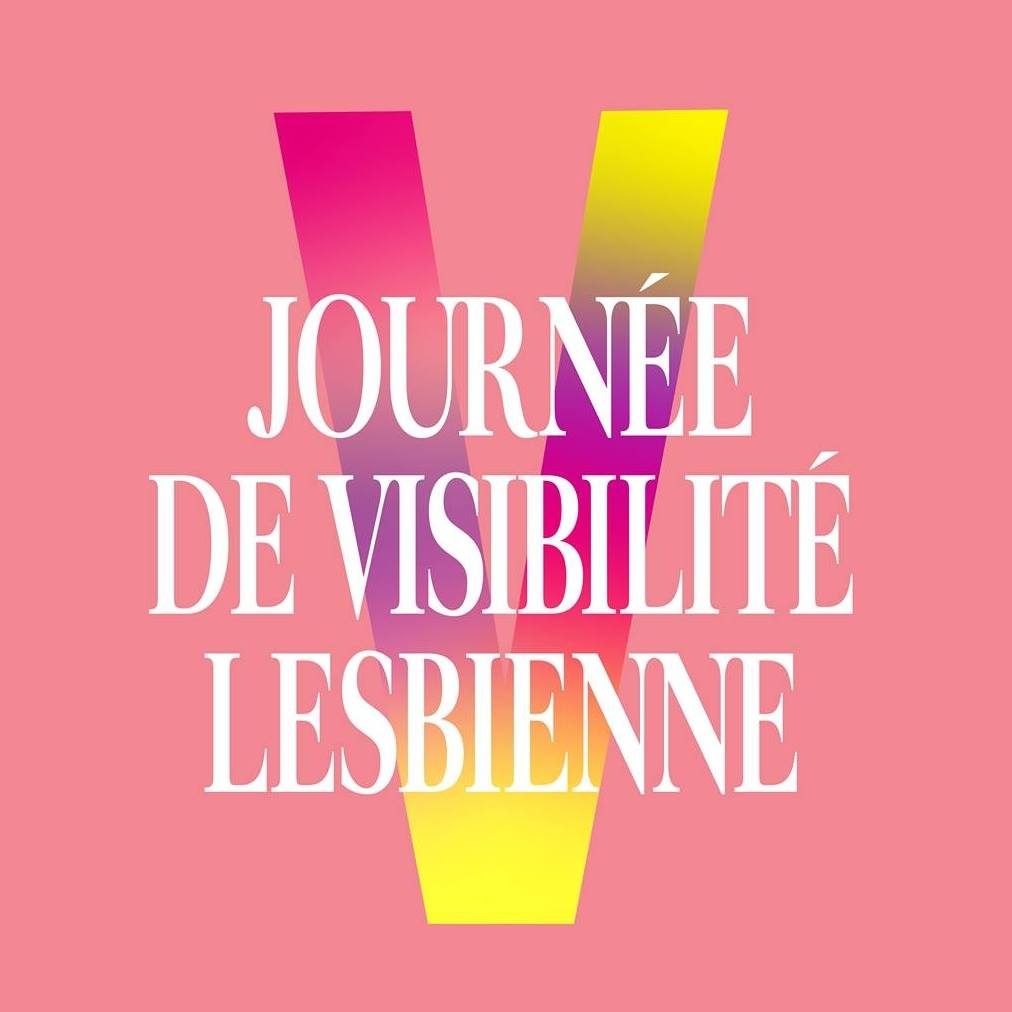
Identification visuelle de la nouvelle formule de la Journée de Visibilité Lesbienne (JVL) tenue en ligne les 6-7 juin 2020, par le Réseau des lesbiennes du Québec (RLQ), conçue par Heather Lynn

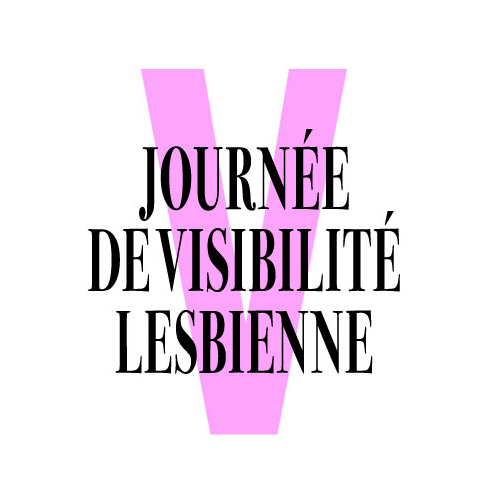
Identification visuelle de la Journée de Visibilité Lesbienne (JVL) de juin 2019, assurée par le Réseau des lesbiennes du Québec, conçue par Heather Lynn.

C’est en mars 2005 qu’a lieu la première édition de la nouvelle mouture de la Journée de Visibilité Lesbienne (JVL) dont l'origine remonte à 1982. Organisée par Gai Écoute (aujourd’hui Interligne), sous forme d’un colloque intitulé Les lesbiennes sortent au Centre Saint-Pierre.
Parmi les organisations participantes, on compte la Fédération des femmes du Québec (FFQ), Egale Canada, la revue Treize, l’Association des mères lesbiennes du Québec (aujourd’hui la Coalition des familles LGBT) et le Réseau des lesbiennes du Québec.
Le Réseau participera et co-organisera, selon les années, plusieurs éditions de la JVL avec Gai Écoute (Interligne), le Centre de solidarité lesbienne et d'autres, en plus d'organiser en parallèle, des Journées de Visibilité Lesbienne indépendantes, jusqu'à sa prise en charge officielle de l'événement en juin 2019, où il deviendra le seul organisme responsable de sa tenue.

### Dyke March
2012 est l’année de la première Dyke March officielle à Montréal, organisée par le collectif autonome éponyme et tenue le 14 août. Cette première édition montréalaise tient son inspiration des Dyke March ayant débuté en 1993 à Washington par le regroupement des Lesbian Avengers.

Notons qu’une autre "première" Dyke March est organisée dans la même semaine, soit le 18 août dans le cadre de Fierté Montréal.

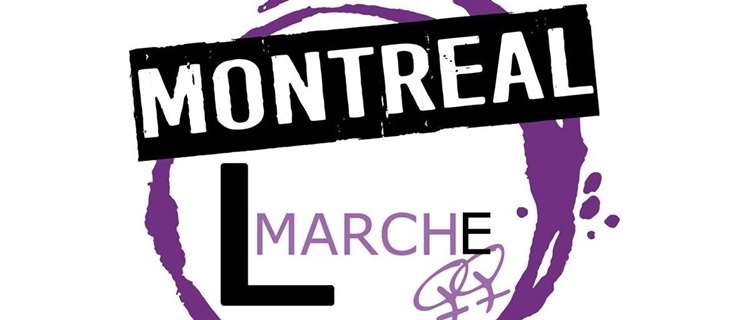
Logo de la L Marche (anciennement la Dyke March) de Montréal assurée par le Réseau des Lesbiennes du Québec, conçu par LSTW en 2017.

C'est durant l'édition du 13 août 2015 que le RLQ s'implique pour la première dans l'organisation de la Dyke March de Montréal, avec Fierté Montréal. Cette première édition pour le RLQ est abordée sous le thème: Fières: La marche officielle des lesbiennes et allié-es. Il est important de noter que le contingent originel et autonome de la Dyke March a aussi célébré sa propre Dyke March le 7 août de la même année, fidèle à sa formule non-mixte qualifiée de plus grassroot et sans la participation d’institutions.
Enfin, c'est en 2017, dans le cadre de la 6e édition de la Dyke March que l'événement sera officiellement rebaptisé la L Marche par le RLQ. Ce changement de dénomination sera accompagné d’un nouveau logo conçu en exclusivité par Lez Spread the Word (LSTW).
Toujours assurée par le Réseau des lesbiennes du Québec, la dernière célébration officielle de la Dyke March à Montréal s'est tenue le 12 août 2018 au Parc Émilie-Gamelin.

### BBQ Lesbien
Depuis 2021, le RLQ assure la tenue d'un BBQ lesbien donné dans le cadre de Fierté Montréal qui rassemble annuellement entre 300 et 500 personnes,. 

## Publications

### Éditions saphiques du RLQ
Le RLQ possède sa propre maison d'édition: Les Éditions saphiques du RLQ, depuis 2018, il y publie des recueils de textes de ses membres et des ouvrages éducatifs.
- Vaillancourt J., Rivest K., et Antoine J. Archives lesbiennes - d'hier à aujourd'hui - Tome 2, Éditions saphiques du RLQ, 2023, (ISBN 978-2-9820765-2-5), 671 p.
- Vaillancourt J., Rivest K., et Antoine J. Archives lesbiennes - d'hier à aujourd'hui - Tome 1, Éditions saphiques du RLQ, 2022,  (ISBN 978-2-9820765-1-8), 379 p.
- Rivest K., Vaillancourt J. et Antoine J. Ligne du temps du Réseau des lesbiennes du Québec - 25 ans d'Histoires, Éditions saphiques du RLQ, 2022, 84 p.
- Réseau des lesbiennes du Québec, Portraits: Journée de visibilité lesbienne 2022 - 40 ans d'histoires, Éditions saphiques du RLQ, 2022,  (ISBN 978-2-9820765-0-1), 83 p.
- Réseau des lesbiennes du Québec, Portraits: Journée de visibilité lesbienne 2021, Éditions saphiques du RLQ, 2021,  (ISBN 978-2-9817579-7-5), 63 p.
- Collectif d'auteures - Réseau des lesbiennes du Québec, Histoires Vraies/True Stories, Éditions saphiques du RLQ, 2020,  (ISBN 978-2-9817579-6-8), 227 p.
- Réseau des lesbiennes du Québec, Portraits: Journée de Visibilité Lesbienne 2020, Éditions saphiques du RLQ, 2020,  (ISBN 978-2-9817579-5-1), 60 p.
- Collectif d'auteures - Réseau des lesbiennes du Québec, L se racontent , Éditions saphiques du RLQ, 2018,  (ISBN 978-2-981-7579-0-6), 129 p.
- Collectif d'auteures - Réseau des lesbiennes du Québec, Éphémères – Cette femme qui me…, Homoromance Éditions[22], 2016,  (ISBN 978-2-9817579-4-4), 211 p.

### Enquêtes et mémoires
Le Réseau des lesbiennes du Québec vise à combattre l'invisibilité lesbienne, la discrimination ainsi que la lesbophobie, il agit à titre d'interlocuteur auprès d'instance politiques et sociales afin d'améliorer les conditions de vie des lesbiennes. Il a notamment combattu pour la reconnaissance des conjointes de même sexe, l'intégration des lesbiennes dans les centre de femmes, le bris de l'isolement des lesbiennes aînées, l'adaptation des services de santé et sociaux aux besoins des lesbiennes et l'invisibilité des lesbiennes.
- Fontaine, E., Chanady, T. Enjeux et réalités des identités lesbiennes, bisexuelles et queers* au Québec en 2023. Réseau des lesbiennes du Québec (RLQ), 2024,  (ISBN 978-2-9820765-4-9), 59 p.
- Fontaine, E., Antoine, J., et Vaillancourt, J., Résultats de l'enquête: Portrait des femmes de la diversité sexuelle au Québec, Réseau des lesbiennes du Québec (RLQ), 2021,  (ISBN 978-2-9817579-8-2), 65 p.
- Fontaine, E., Antoine, J., et Vaillancourt, J., Résultats du sondage: COVID-19: Impacts sur les femmes de la diversité sexuelle au Québec, Réseau des lesbiennes du Québec (RLQ), 2021,  (ISBN 978-2-9817579-9-9), 56 p.
- Réseau des Lesbiennes du Québec - Spécificités liées à la santé physique, mentale et sexuelle des femmes LGBTQ+, présenté au Comité permanent de la santé de la Chambre des communes dans le cadre de son étude sur la santé des membres de la communauté LGBTQ2 au Canada, 2019, 8 p.
- Létourneau L., Recognizing the Needs of Lesbian Communities, présenté au Secrétariat aux aînés du ministère de la Famille dans le cadre des consultations sur le Plan d'action gouvernemental pour contrer la maltraitance envers les personnes aînées 2017-2022, Réseau des Lesbiennes du Québec (RLQ), 2016, 9 p.
- Deschênes M., Lesbophobie – Contrer l’invisibilisation des lesbiennes et des femmes de la diversité sexuelle, présenté au Bureau de lutte contre l'homophobie dans le cadre des consultations sur le Plan d'action gouvernemental de lutte contre l'homophobie et la transphobie 2017-2022, Réseau des Lesbiennes Du Québec (RLQ), 2016, 9 p.
- Cholette M-M., Les droits clandestins - Les enjeux et les problèmes de l'inclusion des lesbiennes dans les organismes communautaires intervenant auprès des femmes - Réseau des lesbiennes du Québec (RLQ), condensé du rapport, 2002 révisé en 2007, 6 p.
- Chamberland, L. et Paquin, J., Vieillir en étant soi-même - Le défi de l’adaptation des services résidentiels aux besoins des lesbiennes âgées, en collaboration avec le Réseau des lesbiennes du Québec, l'Institut de recherches et d'études féministes et Relais-Femmes (alliance ARIR). Montréal. Université du Québec à Montréal, 2004, 116 p[23].
- Réseau des Lesbiennes du Québec (RLQ), Égales à qui?, présenté au Secrétaire de la Commission des institutions de l'Assemblée nationale en réponse à l'avant-projet de Loi instituant l'union civile des personnes de même sexe et modifiant le Code civil et d'autres dispositions législatives, 2002, 20 p.
- Bélanger, D., Les droits clandestins - Les enjeux et les problèmes de l'intégration des lesbiennes dans les organismes communautaires intervenant auprès des femmes, Réseau des lesbiennes du Québec (RLQ), 2001, 69 p.

## Productions

### Courts-métrages et vidéos
- Vaillancourt J., Antoine J. et Belkouch L., Amour irisé [court-métrage], Productions du Réseau des lesbiennes du Québec, 2023. 0:02:49[24].
- Vaillancourt, J. Bourque, D., et Coulombe J., Amazones d’Hier, Lesbiennes d’Aujourd’hui: 40 ans plus tard  [documentaire], 2022. 0:56:37[25].
- Antoine J. et Fontaine, E. Présentation du sondage COVID-19: impacts sur les femmes de la diversité sexuelle au Québec [présentation], 2022. 0:36:02[26].
- Vaillancourt J., Fontaine, E. et Antoine J. Présentation de l'enquête Portrait des femmes de la diversité sexuelle au Québec, [présentation], 2021. 1:05:28[27].
- Vaillancourt J., Ortégon, A. et Antoine J. Droits des femmes LGBTQ+ d'ici et d'ailleurs, [conférence], 2021.1:33:42[28].
- Vaillancourt J., et Di Palma, N. Entretien avec Alice Coffin - Le Génie Lesbien [entrevue], 2020.1:24:39[29].
- Réseau des lesbiennes du Québec. Capsules: Comment drague-t-on une femme?, Productions du Réseau des lesbiennes du Québec, 2019.
  - No 1: La drague entre femmes[30].
  - No 2: Le consentement[31].
  - No 3: La sexualité entre femmes[32].
  - No 4: Le couple au féminin[33].
- Réseau des lesbiennes du Québec. Toutes les lesbiennes en parlent - Lancement des éditions numérisées de la revue Amazones d'hier lesbiennes, d'aujourd'hui, [talkshow], 2019. 0:55:34[34].
- Vaillancourt, J. et Antoine J. Femmes: (Ré)flexions identitaires / Women Beyond Labels [film expérimental], Productions du Réseau des lesbiennes du Québec, 2018. 0:04:09.
- Réseau des lesbiennes du Québec. Capsules documentaires, Productions du Réseau des lesbiennes du Québec, 2017.
  - Nathalie Di Palma - Animatrice radio de Lesbo-sons[35].
  - Joce-Lynne Proulx - Auteure de Zone de Turbulence[36].
  - Patricia Chica - Cinéaste de Morning After[37].
  - kimura byol/nathalie lemoine -  Artiste multimédia[38].
  - Émilie Lebel - Propriétaire du Café Perko & Avocate[39].
  - Chloé Viau - Militante[40].
  - Martine Roy - Activiste auprès de la communauté LGBT depuis 20 ans[41].
  - Line Chamberland - Titulaire de la Chaire de recherche sur l'homophobie à l'UQAM[42].
  - Judith Gagnon - Ateure d'Au-delà du devoir[43].
  - Jessie Bordeleau - Présidente du RLQ[44].
- Bergeron G., Heffernan D. et Vertue S., Portraits de lesbiennes aînées - vidéo sur les réalités et histoires des lesbiennes aînées [documentaire], Productions du Réseau des lesbiennes du Québec, 2006. 1:08:11.

### Balados
Le Réseau lesbiennes du Québec (RLQ) lance son premier balado en mars 2022 intitulé Le Podcast du Réseau des lesbiennes du Québec.
- Réseau des lesbiennes du Québec. L'avenir est-il féministe? [balado]. 8 mars 2022. 00:50:12[46].
- Réseau des lesbiennes du Québec. Implication des organismes communautaires pour la visibilité lesbienne. [balado]. 23 avril 2022. 00:39:15[47].
- Réseau des lesbiennes du Québec. Visibilité lesbienne d’hier à aujourd’hui. [balado]. 23 avril 2022. 00:31:05[48].
- Réseau des lesbiennes du Québec. «Invisibiliser c’est discriminer» Visibilité lesbienne dans la sphère publique. [balado]. 23 avril 2022. 00:31:55[49].
- Réseau des lesbiennes du Québec. Ligne du temps du Réseau des lesbiennes du Québec. [balado]. 18 juin 2022. 00:36:51[50].
- Réseau des lesbiennes du Québec. Panel ambassadrices 25 ans du RLQ. [balado]. 18 juin 2022. 00:41:01[51].
- Réseau des lesbiennes du Québec. Panel du livre Archives Lesbiennes d'hier à aujourd'hui. [balado]. 18 juin 2022. 00:39:28[52].
- Réseau des lesbiennes du Québec. Commémorer le 30e anniversaire de la fin de la Purge LGBT au Canada. [balado]. 13 octobre 2022. 00:54:35[53].
- Réseau des lesbiennes du Québec. Poursuivre la discussion : bisexualité dans les communautés lesbo-queer. [balado]. octobre 2023, 00:40:15.